# Lewis Nash

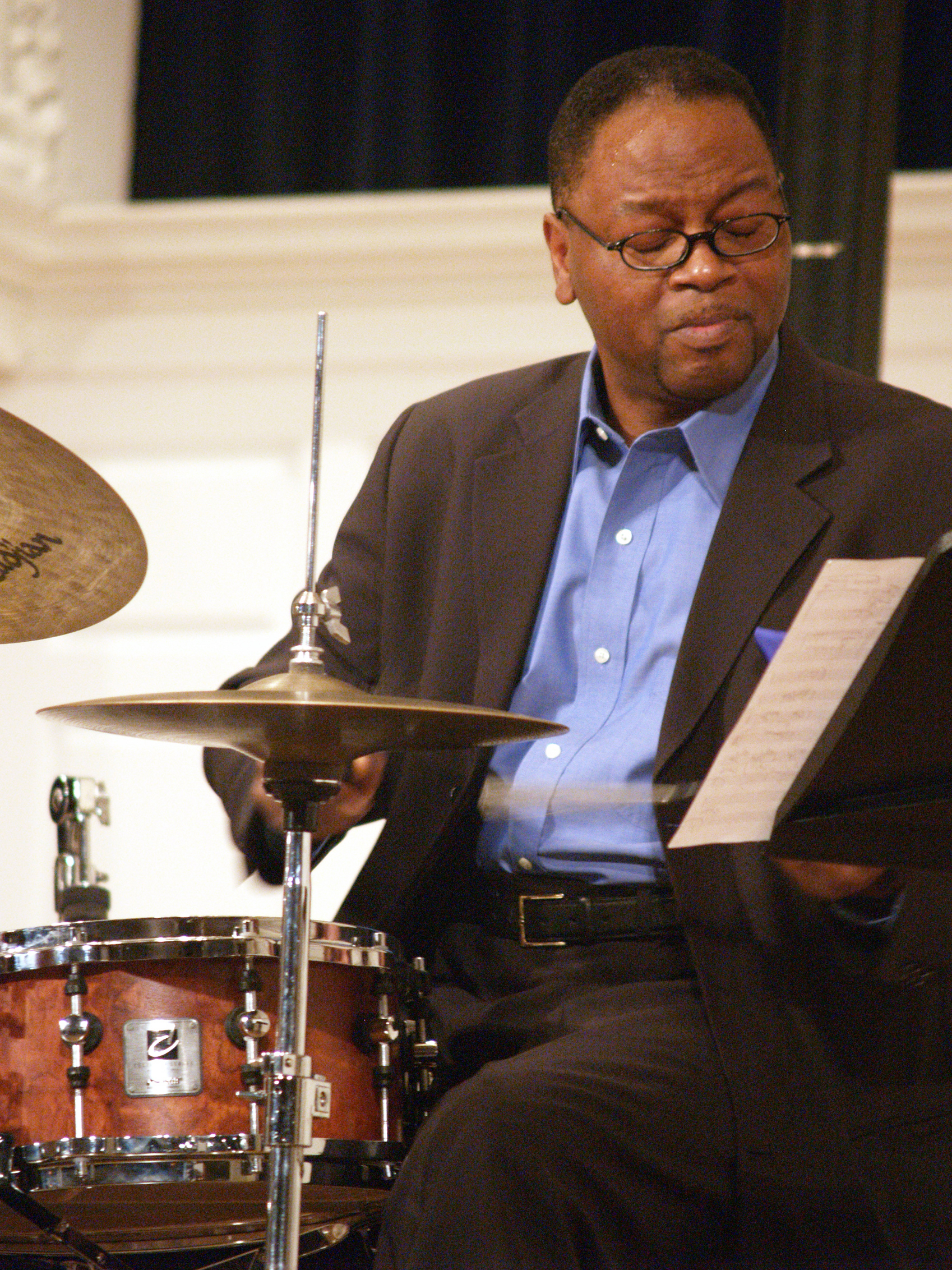
Lewis Nash bei einem Auftritt in New Haven, CT 2007

Lewis Douglas Nash (* 30. Dezember 1958 in Phoenix, Arizona) ist ein US-amerikanischer Jazzschlagzeuger. 

## Musikerleben
Lewis Nash wuchs in seiner Geburtsstadt auf. Zum Jazz wurde er von seinem Highschoollehrer ermutigt. Mit 18 Jahren war Nash schon ein gesuchter Mitmusiker (Sideman) für durchreisende Musiker, die Phoenix besuchten. 1981 wurde er aufgefordert, nach New York City zu ziehen, um sich der Band von Betty Carter anzuschließen. Nash wurde zu dieser Zeit ein gefragter Sideman und seit seiner vierjährigen Tourneezeit und Verbindung mit Betty Carter, konnte er viele Aufnahmen und Tourneen mit den wichtigsten Musikern der Zeit machen. Vor allem arbeitete er intensiver mit Ron Carter (1984) und J. J. Johnson (1988).
Nash ist besonders für sein meisterliches Spiel im Bebop- und im Postbop-Kontext bekannt; er beherrscht aber eine Vielfalt von Stilen einschließlich Funk, Free Jazz und Latin. Seine Vielseitigkeit ließ ihn zu einem der gefragtesten Schlagzeuger der letzten zwei Jahrzehnte werden. Er ist bekannt für seine scheinbar grundlose Tiefe des melodischen Vokabulars, das er aus allen Zeiten des Jazzschlagzeugspiels bezieht, wobei er seinen eigenen unverwechselbaren immer erkennbaren Zugang des Aufbaus seiner Begleit- und Solofiguren einbringt. Diese heraushörbare Stimme bringt Nash unter die wenigen Schlagzeuger der letzten 20 Jahre, denen es gelungen ist, die wichtige Tradition des amerikanischen Jazz in die Musik mit einzubeziehen, ohne darum ihre Eigenständigkeit zu lassen.
Nashs Spiel zeichnet sich durch einen zuverlässigen, fast unerbittlichen Ride-Becken-Grundschlag aus und strahlend melodische Erfindungen, die zwischen Snaredrum, Tomtoms und Basstrommel wechseln. Beckenschläge lösen diese Figuren in komplexen, nicht vorhersagbarer Weise auf. Frische technische Ausführung von rudimentären Figuren, ein weit ausholendes Besenspiel und die Benutzung der drei Tomtoms (10, 12, 14 Zoll) geben Nash eine Bandbreite der melodiösen Möglichkeiten eines Klavierspielers. 

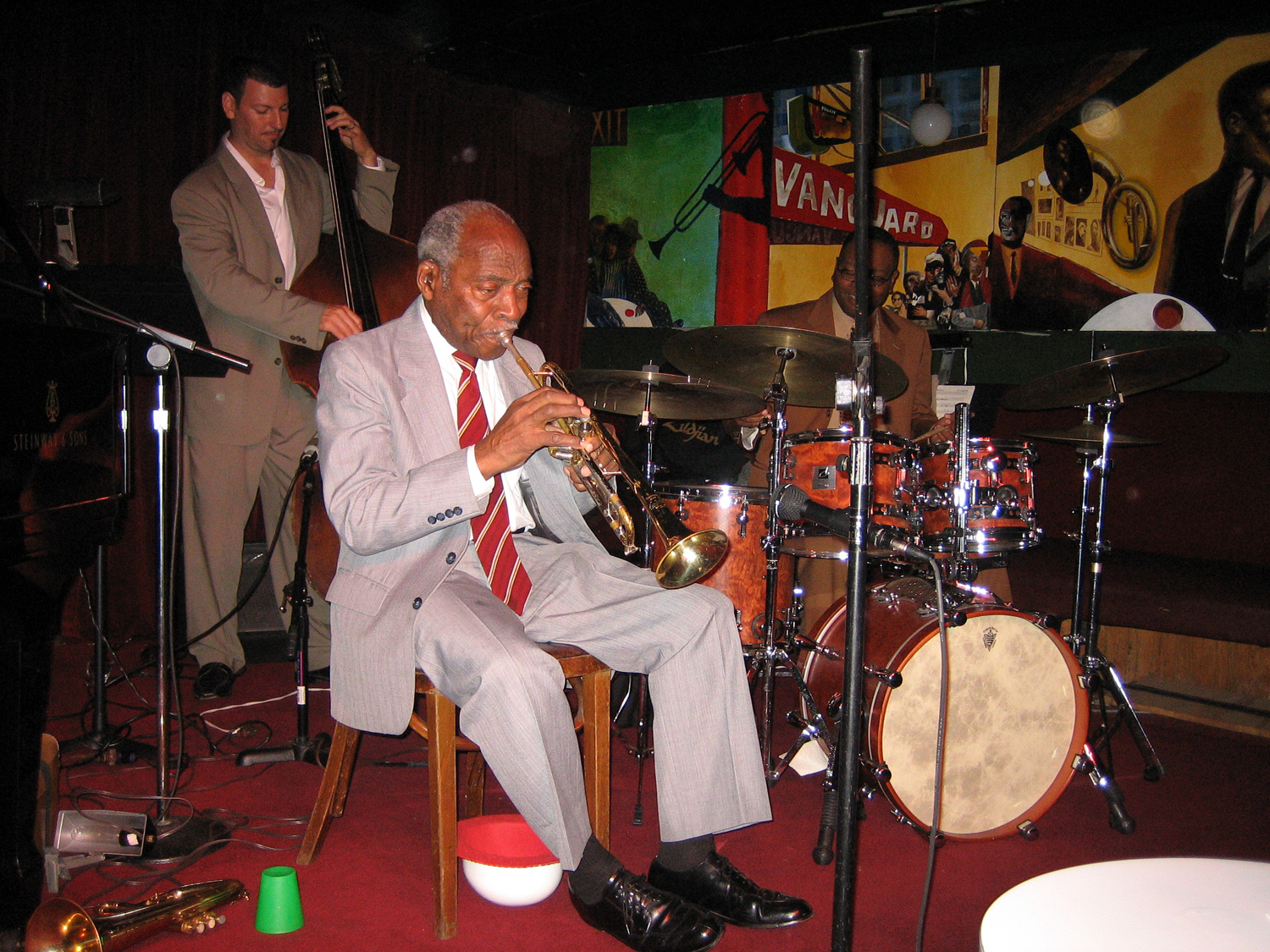
John Webber, Joe Wilder und Lewis Nash im Village Vanguard

Nash wird als einer der wichtigsten Stilisten des Besenspiels seiner Generation angesehen. Besonders seine Aufnahmen mit dem Pianisten Tommy Flanagan zeigen seine Meisterschaft in dieser Beziehung. Mit Flanagan am Klavier, und Peter Washington am Bass, schaffte das Trio einige der bemerkenswertesten Jazzaufnahmen der 1990er: Sea Changes (1996), Lady Be Good...For Ella 1994, und Live At the Village Vanguard (1998) sind drei dieser herausragenden Alben.
2011 wirkte er bei Ryan Truesdells Centennial – Newly Discovered Works of Gil Evans mit.

### Tätigkeiten als Jazzpädagoge
Nash ist in der Jazzgemeinde der Schlagzeuger dafür bekannt, dass er sich leidenschaftlich der Ausbildung widmet. Er hat eine lange Reihe junger Schlagzeuger in ihrer Laufbahn unterstützt und  ist als Praktiker und Erzieher in Jazzschulen, Workshops und  ausbildenenden Jazzfestivals   weltweit gefragt. 

### Bandleader
In den späten 1990ern bildete er seine eigene Gruppe, das Lewis Nash Ensemble, mit Nash, Jimmy Greene am Saxophon, David Finck am Bass, Steve Nelson am Vibraphon und Steve Kroon an den Perkussionsinstrumenten. Er leitet zurzeit verschieden instrumentierte Gruppen, vom Duo bis zum Septett.
Nash hat drei Alben als Leader aufgenommen: „Rhythm is My Business“ (1989), „It Don't Mean A Thing“ (2003) und „Stompin' At The Savoy“ (2005).

### Sideman
Als Sideman arbeitete er mit:
Dizzy Gillespie, Sonny Stitt, Oscar Peterson, Ray Brown, Gerald Wilson, Horace Silver, Ron Carter, Hank Jones, Milt Jackson, Art Farmer, McCoy Tyner, Wynton Marsalis, Branford Marsalis (auf Random Abstract), Clark Terry, Joe Williams, Nancy Wilson, Kenny Burrell, Jimmy Heath, John Lewis, J. J. Johnson, Sonny Rollins, Bud Shank, Scott Hamilton, Jackie McLean, Cyrus Chestnut und Pat Martino (Think Tank, 2003).